# Synodites facialis
Synodites facialis là một loài tò vò trong họ Ichneumonidae.